# 허버트 최
허버트 최(Herbert Choy, 한국명: 최영조, 1916년 1월 6일 ~ 2004년 3월 10일)는 한국계 미국인 법조인으로, 최초의 아시아계 미국 연방법관이다.

## 생애
허버트 최는 1916년 하와이에서 한국계 사탕수수 노동자의 아들로 태어나, 14세 때까지 하루 12.5센트의 임금을 받으며 파인애플 가공공장에서 일했다. 그 후 하와이대를 졸업하고 하버드 로스쿨에 진학해 법무박사 학위를 받아 법조인이 되었다. 1971년 리처드 닉슨 대통령에 의해 연방 항소법원 판사로 임명된 후, 1984년 시니어 판사 지위를 얻었고, 2004년 사망으로 종신 임기가 만료될 때까지 판사로 재직하였다.